# Шапиро, Александр Петрович

За работой уличного фотографа

Алекса́ндр Петро́вич Шапи́ро, псевдонимы Александр Танаров, Саша Пётр и Саша Пьетра (1889 или 1890—1942) — деятель российского и европейского анархистского движения, отец математика Александра Гротендика.

## Биография
Родился в зажиточной хасидской семье в городе Новозыбкове Черниговской губернии в 1889 или 1890 году. В 1904 году в возрасте четырнадцати лет он оставил родные места и присоединился к группе анархистов (сродни чернознаменцам), этой идеологии он оставался верен на протяжении всей жизни. Группа была арестована властями в 1905 году после неудачной попытки убийства императора Николая II. Остальных членов группы казнили, а Шапиро, как самого молодого, приговорили к пожизненному заключению, которое вначале он отбывал в Москве. Благодаря заступничеству влиятельных друзей, он был переведён в более хорошие условия в Ярославль, где провёл 12 лет, неоднократно пытался бежать. В 1909 году при первой из попыток к бегству Шапиро был ранен в обе руки; левую руку в результате пришлось ампутировать. Чтобы избежать поимки, он пытался застрелиться, однако из-за ранения не смог удержать револьвер. В 1914 году долгое время содержался в одиночной камере.
С падением царского режима в 1917 году Шапиро был освобождён. Был одним из анархистов, которые выступили против представительной системы выборов в Учредительное собрание, предложенной Временным правительством, утверждая, что парламент может свернуть с пути к свободе и что хорошее общество может быть реализовано только через отмену всех властей. Близко сошёлся с анархистами Львом Чёрным и Марией Никифоровой; был одним из лидеров анархистов, связанных с махновцами. В годы Гражданской войны вёл бурную жизнь. Женился на некой Рахили, родившей от него сына Додека (Давида Шапиро).
В 1921 году бежал от большевиков через Минск, где ему помог материально Александр Беркман. При содействии еврейки Лии, используя поддельные документы на имя Александра Танарова, переправился в Польшу. К 1922 году был уже в Берлине, где в основном и жил в последующие годы, часто посещая Париж и Бельгию. На протяжении 1920-х годов он был активным участником европейского анархического движения под псевдонимом Саша Пётр (Sacha Piotr). Близко сошёлся с видными испанскими анархо-синдикалистами Франциско Аскасо и Буэнавентура Дуррути, итальянским анархистом Франческо Геззи и немецким писателем Теодором Пливье, последний посвятил ему роман «Стенька Разин» (1927). В Париже Шапиро часто посещал кафе «Dome», где познакомился со сделавшим его бронзовый бюст журналистом и художником Ароном Бжезинским, а также с писателем Шоломом Ашем. В этот период был в редких контактах с Нестором Махно и его платформистской группой «Дело Труда», действовавшей в Париже. Шапиро был одним из членов-основателей, наряду Себастьяном Фором и Уго Федели, парижского «Œuvres Internationales Des Editions Anarchistes». Он внёс вклад по крайней мере в две публикации анархиста Северина Феранделя.
Шапиро познакомился со своей будущей женой, анархисткой и журналисткой Йоханной «Ханкой» Гротендик, когда работал в Берлине уличным фотографом. В связи с нарастающими антисемитскими настроениями в Европе их сыну Александру (1928 – 2014), впоследствии известному математику, была дана голландская фамилия матери. В 1934 году Шапиро с женой покинули Германию, где в 1933 году к власти пришли нацисты; сына они оставили в семье среднего класса с анархистскими взглядами. Супруги (Александр под именем Саша Пьетра — Sacha Pietra) приняли участие в Гражданской войне в Испании в 1936—1939 годах, сражаясь до поражения Второй Испанской республики, после чего с товарищами ушли во Францию, где попали в концентрационный лагерь Верне. Супруги были освобождены, из Германии к ним был прислан сын. Шапиро активно участвовал в анархистском движении в Париже. Вскоре он был арестован и отправлен в Освенцим, где погиб в 1942 году; его жена и сын, попавшие в другие лагеря, войну пережили.